# حسن الكرمي
حسن سعيد علي منصور الكرمي (وكنيته أبو زياد) (1905 – 5 مايو 2007 م)، عالم لغوي وأديب وإعلامي فلسطيني، ولد في مدينة طولكرم الفلسطينية، وهو مؤلف مجموعة من المؤلفات اللغوية والأدبية، ومن أشهر مذيعي راديو بي بي سي، وصاحب برنامج «قول على قول».

## نشأته وحياته الشخصية

شجرة عائلة آل الكرمي، ويظهر حسن في وسط الصف الثالث مع ثلاثة أبناء.

ولد حسن سعيد علي منصور الكرمي في مدينة طولكرم الفلسطينية في نهاية يونيو/بداية يوليو عام 1905م.
والده هو العالم والوزير سعيد الكرمي، وأخوته هم: الشاعر عبد الكريم الكرمي (أبو سلمى)، والسياسي عبد الغني الكرمي، والأديب أحمد شاكر الكرمي، والأديب محمود الكرمي. وأما جده فهو الشيخ علي بن منصور الكرمي.
تلقى حسن تعليمه الابتدائي والإعدادي في مدارس مدينته طولكرم، كما تلقى تعليمه الثانوي في مكتب عنبر في دمشق، ثم التحق بالكلية الإنجليزية في القدس عام 1925م.
تزوج حسن من سيدة سورية تدعى أمينة، وأنجب منها ولدًا وهو زياد الكرمي، وابنتين وهما: سهام الكرمي وغادة كرمي.

## حياته المهنية

### عمله بالتدريس
عمل حسن الكرمي معلمًا للغة الإنجليزية والرياضيات في عدد من المدارس، ثم عمل عام 1934 مدرسًا في الكلية العربية بالقدس، بعد ذلك التحق بجامعة لندن حيث تخصص في أصول التربية والتعليم وعلم الإحصاء التربوي وذلك خلال فترة 1937-1938، وبعد عودته إلى فلسطين انتقل إلى إدارة المعارف الفلسطينية برتبة مساعد مفتش.

### عمله بإذاعة بي بي سي
بعد انتهاء الانتداب البريطاني على فلسطين عام 1948، التحق الكرمي بالقسم العربي في إذاعة بي بي سي في لندن، فعمل في الإذاعة مراقبًا للغة، وأعد سلسلة دروس لتعليم الإنجليزية في الراديو.
كما أعد وقدم برنامجه «قول على قول»، والذي استمر في تقديمه 33 عامًا متتالية، وقد نشرت مواد هذا البرنامج في أكثر من ثلاثة عشر مجلدًا، وكانت فكرة البرنامج تقوم على الثقافة الشعرية، حيث يستعرض الكرمي أبيات الشعر وأصحابها والمناسبات التي قيلت فيها وغير ذلك، وقد حظي البرنامج بمتابعة كبيرة في أرجاء المعمورة، وكانت الأسئلة تأتي للكرمي من بلاد عربية وغير عربية.

## علاقاته مع الزعماء العرب
ربطت الكرمي علاقات صداقة قوية مع الزعماء العرب، منهم الرئيس المصري جمال عبد الناصر، وملك المملكة العربية السعودية فيصل بن عبد العزيز آل سعود، ورئيس دولة الإمارات العربية زايد بن سلطان آل نهيان، والرئيس التونسي الحبيب بورقيبة، وملك ليبيا إدريس السنوسي، والرئيس العراقي أحمد حسن البكر، وملك المغرب محمد الخامس.
في زيارة للكرمي إلى ليبيا، التقى بالملك السنوسي، وطلب منه الإجابة عن بيت من الشعر، كما اختلف الشيخ زايد مع وزير له حول بيت من الشعر، فكتب بذلك إلى حسن الكرمي ليفصل بينهما.
وزار الكرمي السودان والتقى بالرئيس إسماعيل الأزهري، كما زار غانا والتقى بالرئيس كوامي نكروما.
وكان الرئيس المصري جمال عبد الناصر يستمع إلى البرنامج ويتعجب باستمرار بسبب إصدار البرنامج من إذاعة أجنبية بدلًا من إذاعة عربية، فكلف عبد الناصر وزير الثقافة المصري بالعمل على محاولة إصدار البرنامج من مصر، إلا أن ذلك لم يتم.

## مؤلفاته

### مؤلفاته اللغوية والأدبية
- «قاموس المنار» (إنجليزي/ عربي)، وصدرت منه 3 طبعات: الأولى عام 1971م[10] والثانية عام 1977م، والثالثة عام 1987م.
- سلسلة «معاجم المغني» ثنائية اللغة (إنجليزي/عربي) و (عربي/إنجليزي) وهي: «المغني الأكبر»،[11] و«الوسيط»، و«الوجيز».
- معجم عربي اسمه «الهادي إلى لغة العرب»، صدر في أربعة مجلدات في عامي 1991 و1992 عن دار لبنان للنشر في بيروت.[12]
- «طبقة الفقهاء».
- مجلدات «قول على قول».
- «مذكرات حسن الكرمي».

بالإضافة إلى ترجمته للكثير من الكتب إلى الإنكليزية، ومنها «البخلاء» للجاحظ، وله مقالات ومؤلفات في التربية، وفي إصلاح المعجم العربي باللغتين الإنجليزية والعربية، وغيرها.

غلاف قاموس المنار: إنكليزي عربي (1971)
الهادي إلى لغة العرب (1991-92)

### الترجمة
- «التفكير المستقيم والتفكير الأعوج»، تأليف: روبرت ثاولس، سلسلة عالم المعرفة، دولة الكويت، 1979.[13]
- «العرب والمسلمون في الأندلس»، تأليف: هنري شارلس لي، 1988.
- «خروج العرب من إسبانيا».

كتاب "التفكير المستقيم والتفكير الأعوج"

## أوسمة
- في عام 1969،[14] قلدته ملكة بريطانيا إليزابيث الثانية بأرفع الأوسمة البريطانية، وهو وسام الإمبراطورية البريطانية من رتبة عضوية (MBE)، وذلك تقديرًا لإسهاماته في بي بي سي، وقد جرت مراسم منحه وتقليده الوسام وذلك في قصر بكنغهام الملكي بالعاصمة لندن.[15]
- في عام 1990، قلده رئيس منظمة التحرير الفلسطينية ياسر عرفات بوسام القدس للثقافة والآداب والفنون.[16][17][18][19]

## تكريم
- في عام 1983، منح لقب عضو شرف في مجمع اللغة العربية الأردني.[20]
- في عام 2006، منح دكتوراه فخرية من قبل جمعية المترجمين العرب.[20]

## وفاته
توفي حسن الكرمي مساء السبت 5 مايو 2007 في العاصمة عمّان.

## وصلات خارجية
- صورة: حسن الكرمي خلال تقليده من قبل الرئيس ياسر عرفات بوسام القدس للثقافة والآداب والفنون عام 1990، موقع فلسطين في الذاكرة.
- حسن الكرمي على موقع أرشيف الشارخ.
- حسن الكرمي على موقع المكتبة المفتوحة (الإنجليزية)